# Эльвест, Яан Юханович
Яан Юханович Эльвест (эст. Jaan Ehlvest; 14 октября 1962 года, Таллин) — американский, ранее советский, эстонский, шахматист; гроссмейстер (1987). Победитель Второго командного чемпионата мира в составе команды СССР (1989). Чемпион СССР (1980) и Европы (1983) среди юношей. Психолог, выпускник Тартуского университета.
Победитель юношеского чемпионата Эстонии (1977). Совершенствовал своё спортивное мастерство в шахматной школе М. Ботвинника (с 1978). Чемпион СССР (1980) и Европы (1983) среди юношей. Чемпионат мира среди юношей: Мехико (1981) — 2-е место. В составе сборной молодёжной команды СССР победитель чемпионата мира (1983). Участник чемпионатов СССР: 1984 — 10-11-е, 1987 — 3-4-е места (одновременно зональный турнир ФИДЕ) и 1988 — 9-13 места. Успешно выступив в межзональном турнире, Загреб (1987) — 2-3-е место, получил право играть в соревнованиях претендентов (1988); проиграл матч 1/8 финала А. Юсупову — 1½ : 3½ (+0 −2 =3).
Лучшие результаты в других международных соревнованиях: Схилде (1980, юношеский турнир) — 1-е; Таллин (1983) — 3-5-е; 1985 — 7-е, 1986 — 4-е; Ленинград (1984) — 5-е; Вршац (1987) — 1-2-е места; Белград (1989) - 2-3-е места; Реджо-нель-Эмилия (1990) - 1 место (впереди В. Иванчука и А. Карпова), Ханинге (1990) - 2-3-е места (с А. Карповым), Реджо-нель-Эмилия (1991) - 3 место, Террасса (1991) - 1-2-е места (с М. Адамсом).

## Изменения рейтинга
| Графики недоступны из-за технических проблем. См. информацию на Фабрикаторе и на mediawiki.org. |